# 長津田宿

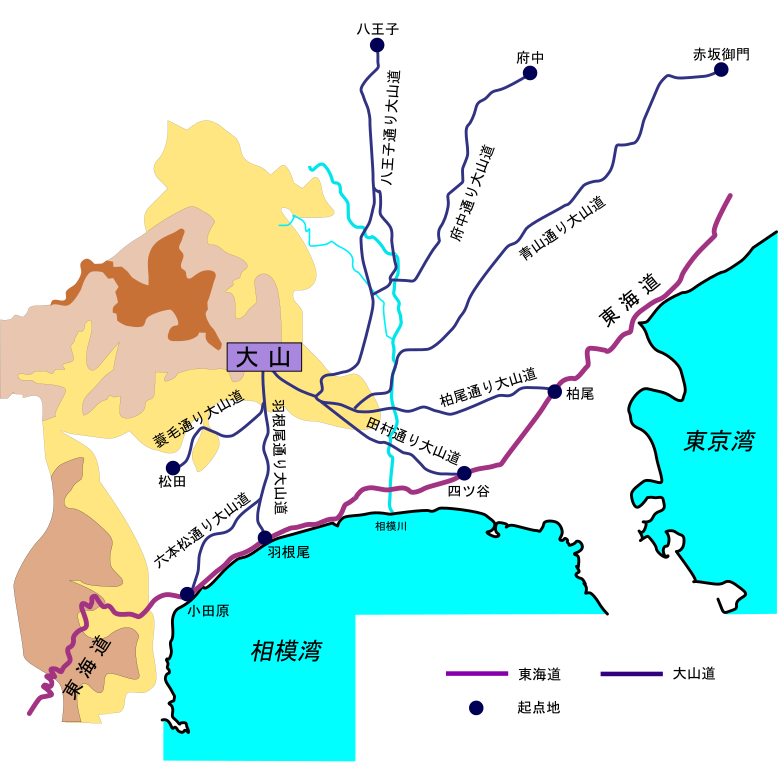
大山道(主要8道)。

長津田宿（ながつたしゅく）は、矢倉沢往還（大山街道、青山通り大山道）の宿場（継立場）の一つ。現在の神奈川県横浜市緑区長津田に位置する。
神奈川宿と八王子を結ぶ神奈川道が交わる。江戸からの距離は9里（約36キロメートル）で、7里（約28キロメートル）の荏田宿とともに、江戸から最初の宿泊地とされることが多かった。

## 歴史
文禄の頃までに長津田村に宿場ができており、1594年（文禄3年）の長津田村検地帳には宿分畑の記載がある。
1669年（寛文9年）に継立村に指定された。近隣の榎下村、小山村、八朔村、川井村、十日市場村、恩田村、久保村の7ヶ村が助郷を務め、長津田村を含むこれらの村々はカスミ（霞）村と呼ばれた。
助郷村は、東海道宿場への加助郷を命ぜられて免除を願い出ることを繰り返している。
1742年（寛保2年）には、神奈川宿の助郷村が水害にあったため加助郷を命ぜられたが、願い出て免除されている。
1745年（延享2年）には程ヶ谷宿への加助郷を命ぜられ、やむを得ず務めたが、代官に訴えたところ、神奈川宿、川崎宿、品川宿の問屋に対し、長津田宿助郷には加助郷を求めないよう申し渡された。
しかし、1748年（寛延元年）の朝鮮通信使の通行に際しては加助郷を命ぜられて務めている。
1752年（宝暦2年）には、程ヶ谷宿の正規の加助郷村に加えられることとなり、免除を願い出たが許されず、1840年（天保11年）の「加助郷書上帳」には長津田宿助郷の村々も書き上げられている。
宿は東から下宿、中宿、上宿に分けられ、中宿の柳屋は大山講の定宿となった。1838年（天保9年）の『相州青山往還宿々控帳』によると、久左衛門家が問屋を務めた。幕末期には街道沿いに52件の家が建ち並んだ。
1870年（明治3年）には長津田村の戸数は173戸となり、そのうち35戸が余業を営んだ。宿場に関わるものとして、宿屋兼荷継1戸、酒屋兼荷継1戸、宿屋2戸、籠屋1戸があった。その他に商人として小間物、繭生糸、鶏卵、豆腐、足袋、センベイヤキ、酢、駄菓子、餅屋、濁酒、質屋、荒物、魚屋、蕎麦屋、焼芋、種物、ローソク、酒造、絞油が商われ、職人として大工、桶屋、鍛冶屋、木挽、建具が営まれた。
大正時代中頃の不況期になると、旅人を対象とする商売は廃業や転業するようになった。

## 名所・旧跡
慈雲山大林寺
1570年（元亀元年）に開山されたと伝えられる曹洞宗の寺院。長津田村領主岡野家の菩提寺である。開基は岡野融成の嫡子、岡野房恒と伝えられる。
旗本岡野家歴代の墓所
大林寺の本堂裏手に岡野家歴代の墓所があり、地域史跡として横浜市に文化財登録されている。
大石神社
大石大神、神明大神、稲荷大神を祀る。長津田村の鎮守。
王子神社
長津田村の鎮守。
福泉寺
王子神社の別当寺として創建された高野山真言宗の寺院。関東八十八箇所霊場の第65番霊場。
長津田宿常夜燈
1843年（天保14年）に秋葉講中が造立した上宿常夜燈と1817年（文化14年）に大山講中が造立した下宿常夜燈が残り、地域史跡として横浜市に文化財登録されている。
片町地蔵堂
台石に「向テ右かな川 みぞノ口」「南つる間 東江戸道」などと刻まれた3体の地蔵像がある。
お七稲荷
放火で火あぶりの刑になった八百屋の娘お七を祀ると伝えられる。

## ギャラリー

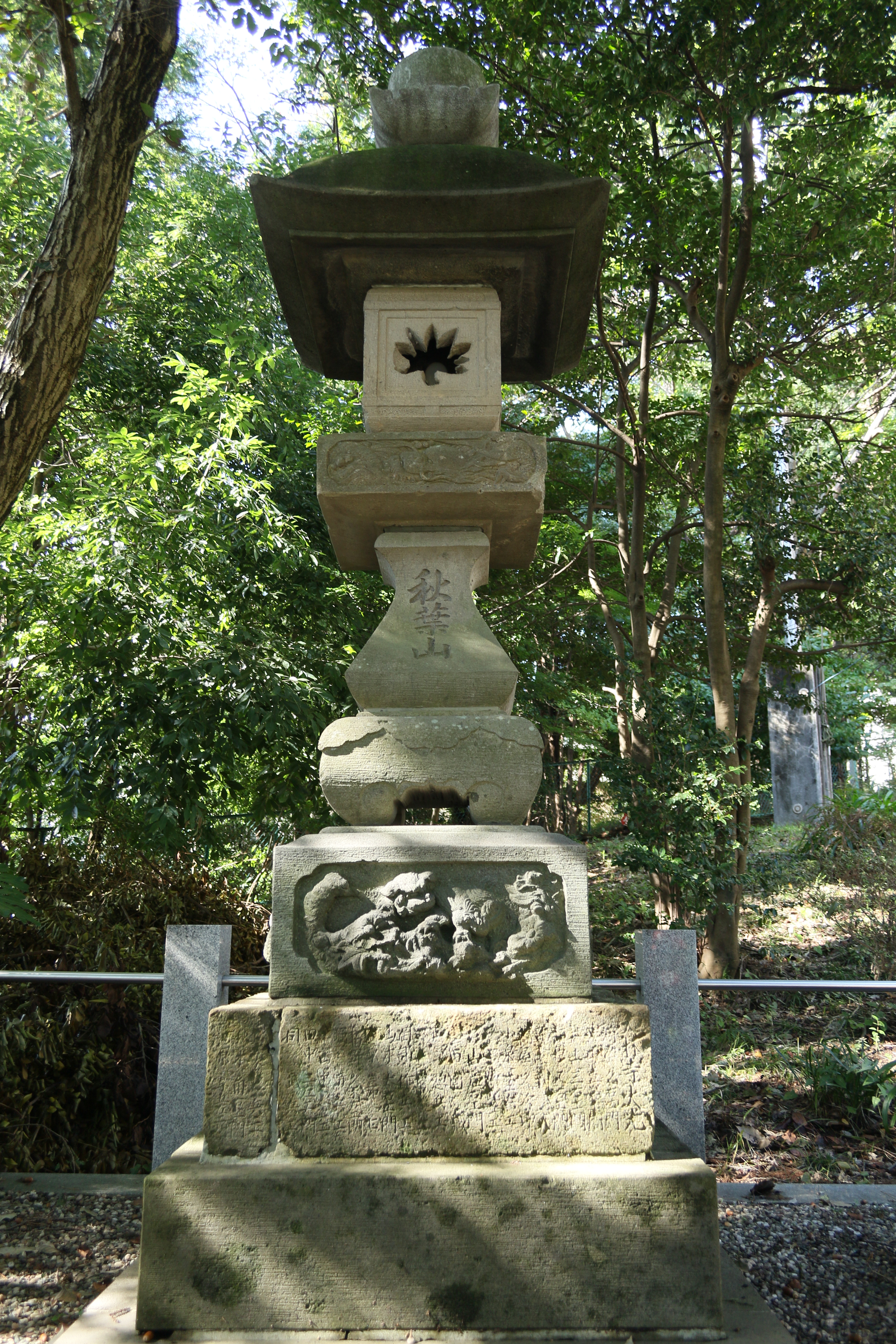
上宿常夜燈
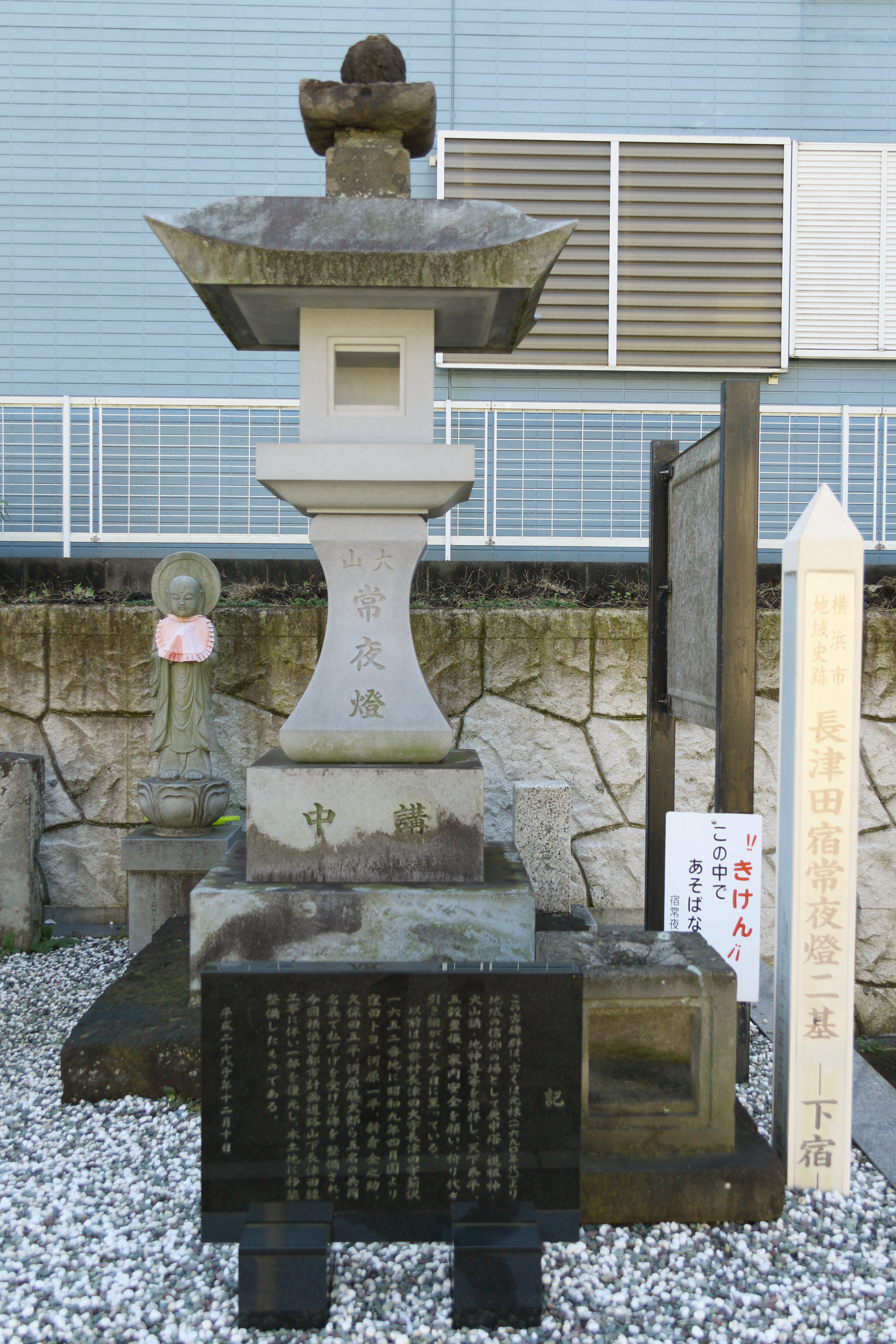
下宿常夜燈
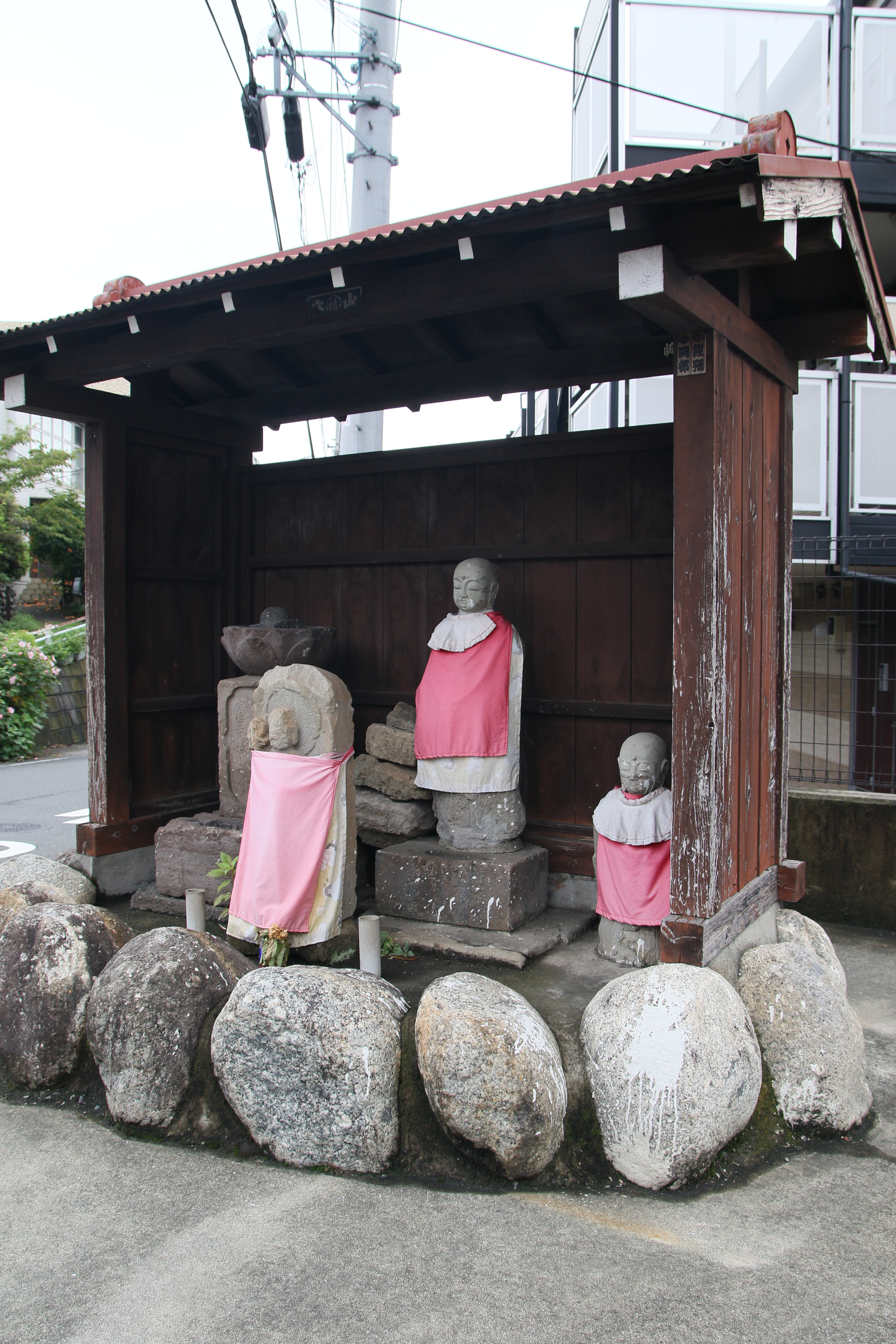
片町地蔵堂

## 交通アクセス
- 鉄道
  - JR東日本横浜線／東急田園都市線 長津田駅下車[7]

## 隣の宿場
荏田宿 - 長津田宿 - 下鶴間宿

- 荏田宿との距離は2里[2]
- 下鶴間宿との距離は1里10町[2]